# Reinhard Mildner
Reinhard Mildner ist ein österreichischer Journalist und Autor.

## Leben
Mildner arbeitete seit 1963 als Mitarbeiter des ORF und war 1967 Mitbegründer des Ö3. 1978 wechselte er ins ORF-Landesstudio Oberösterreich. 1980 kehrte Reinhard Mildner zu Ö3 zurück, führte in Österreich das Sendungsformat „Phone-In“ ein, das in der Sendung „Freizeichen“ im Ö3 Verwendung fand, entwickelte und leitete die ORF-Feriensendung Radio Holiday und war auch ORF-Reportagechef. 1996 tourte er mit Peter Rapp für Willkommen Österreich durch die Bundesländer. In den letzten Jahren hatte Mildner diverse Führungsposition im ORF inne, so war er bis 1999 Programmchef bei Radio Niederösterreich und danach bis 2003 Sendungschef beim ORF 2-Magazin Willkommen Österreich.
Als ORF-Mitarbeiter im Ruhestand ist er als Autor und Verleger tätig.

## Werke
- Das Lokbuch. Eigenverlag, Wien 2007, ISBN 978-3-200-00834-2.